# Get on Up
Get On Up ist eine US-amerikanische Filmbiografie von Tate Taylor aus dem Jahr 2014. Der Film erzählt auf mehreren Zeitebenen die Lebensgeschichte des US-amerikanischen Musikers James Brown, gespielt von Chadwick Boseman.

## Handlung
James Joseph Brown wird 1933 in Barnwell (South Carolina) in ärmlichen Verhältnissen geboren. Im Alter von fünf Jahren kommt Brown zu seiner Tante Honey. Er verstößt mehrmals gegen das Gesetz und kommt deswegen ins Gefängnis. Im Gefängnis gewinnt er viel Interesse an der Musik.
Brown spielt in der Gesangsgruppe The Famous Flames, die von Bobby Byrd gegründet wurde. Als Ben Bart, der Präsident von Universal Attractions Agency, einer der größten Talentagenturen New Yorks, auf ihn aufmerksam wird, ist das Browns Durchbruch.

## Hintergrund
Der Film wurde von Imagine Entertainment, Jagged Films und Wyolah Films produziert und hatte ein Budget von geschätzt 30 Millionen US-Dollar. Am Eröffnungswochenende kam der Film auf Einnahmen in Höhe von 13,585,915 US-Dollar und hatte somit den höchsten Einnahmestart nach Lucy und Guardians of the Galaxy. Der Film nahm insgesamt 33,5 Millionen US-Dollar ein.
DVD- und Blu-ray-Start war am 6. Januar 2015.
Der Soundtrack des Films umfasst 37 Lieder. Sie sind hauptsächlich von James Brown gesungen und verfasst.
- Get Up Offa That Thing/Release the Pressure
- The Payback
- It’s My Party
- Noho Vibrations
- Out of Sight
- Time Is on My Side
- No More, My Lawd
- I Got You (I Feel Good)
- Ebony Jump
- Sweet Daddy Grace
- O Mary, Don’t You Weep, Don’t You Mourn
- Steal Away
- Half Awake
- Tutti Frutti
- Caldonia
- Don’t Go ’way Nobody
- The Girls Go Crazy About the Way I Walk
- Please, Please, Please
- Annie’s Aunt Fannie
- Erin’s Song
- Night Train
- Hold It
- Kind Hearted Woman
- Papa’s Got a Brand New Bag
- It’s a Man’s Man’s Man’s World
- Congratulations Honey
- The Christmas Song
- Do the Everything
- Cold Sweat
- Nighttime in Harlem
- Mother Popcorn
- I Got the Feelin
- I Can’t Stand Myself
- Say It Loud I’m Black and I’m Proud
- The Popcorn
- Super Bad
- Try Me

## Rezeption
Get on Up erhielt ein gutes Presseecho, was sich auch in den Auswertungen US-amerikanischer Aggregatoren widerspiegelt. So erfasst Rotten Tomatoes größtenteils positive Besprechungen und ordnet den Film dementsprechend als „Zertifiziert Frisch“ ein. Laut Metacritic fallen die Bewertungen im Mittel „Grundsätzlich Wohlwollend“ aus.

„Es ist schwierig, sich jemand anderen als den Schauspieler Chadwick Boseman in der Rolle des Sängers James Brown vorzustellen.“

„James-Brown-Fans werden bei Laune gehalten. Für alle anderen wird Get on Up schnell öde und strapaziert die Geduld schon weit vor dem Ende seiner 133-Minuten-Laufzeit. […] Zunächst mal springt die Chronologie im Film […] hin und her ohne Sinn und Verstand.“

Bei den Grammy Awards 2015 erhielt der Film eine Nominierung in der Kategorie Bester zusammengestellter Soundtrack für visuelle Medien für Peter Afterman und Harry Weinger. Und bei den Screen Actors Guild Awards 2015 wurde er in der Kategorie Bestes Stuntensemble nominiert.